# Velavadar nationalpark
Velavadar nationalpark (officiellt, eng. Velavadar Black Buck Sanctuary), nationalpark i distriktet Bhavnagar, Gujarat, nordvästra Indien. Nationalparken grundades 1976 och har en yta på 34,08 km². Parken är öppen året runt. 
Velavadar nationalpark har fyra huvudsakliga habitattyper, gräsmark, buskmark, områden med salthaltig mark och området i söder närmast Cambaybukten, vilken är påtagligt påverkad av tidvatten. Velavadars gräsmarker lockar många besökare, parken är ett av ganska få skyddade områden med den här typen av ekosystem i Indien. 
Bland parkens större däggdjur finns bland annat besoarantilop och ur fågelfaunan är den mindre florikanen, som hör till familjen trappar, en av parkens främsta sevärdheter. Några andra större däggdjur som finns i parken är exempelvis nilgau, indisk varg, guldschakal och djungelkatt.

## Galleri

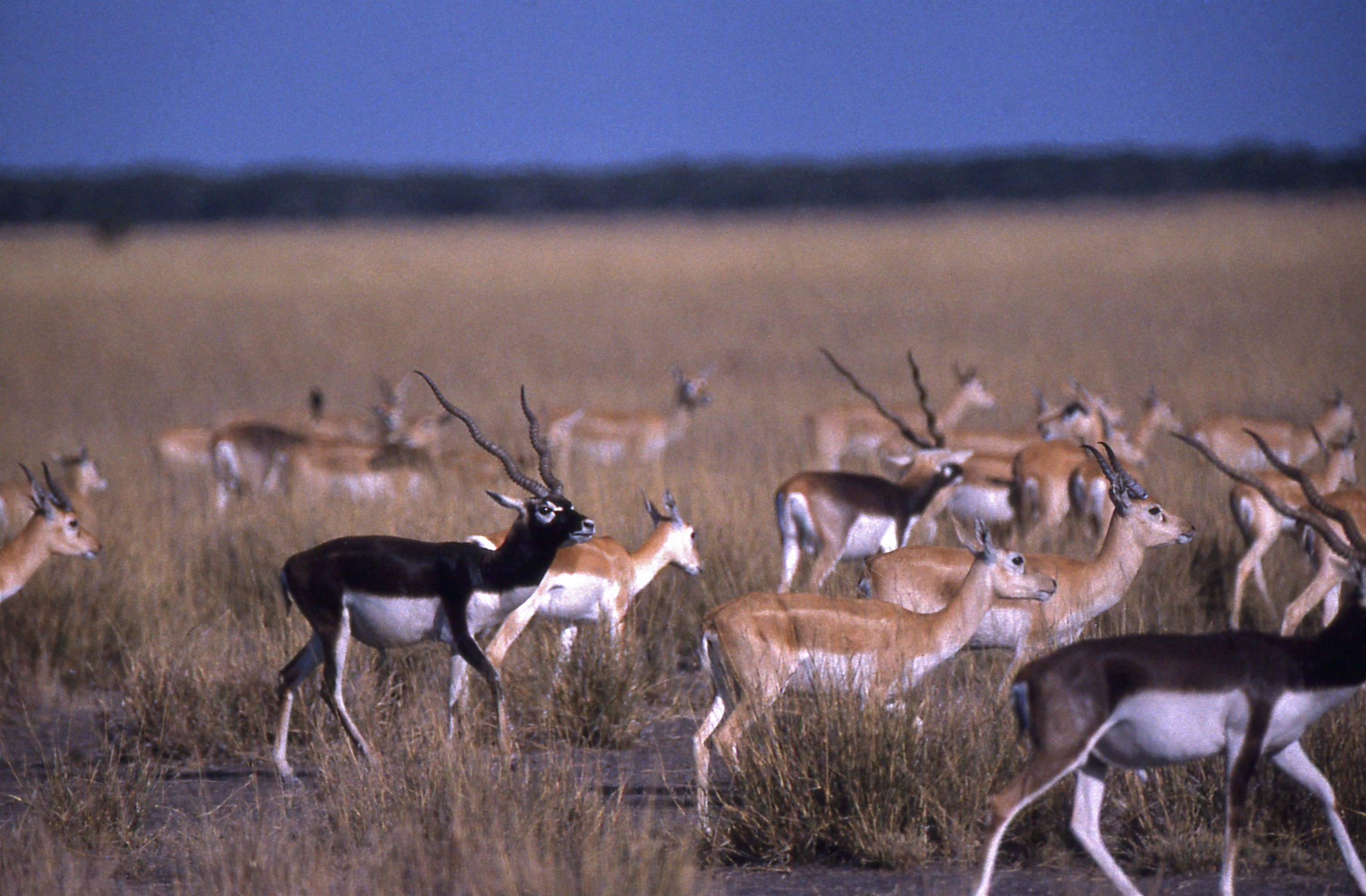
Besoarantiloper, hannar och honor
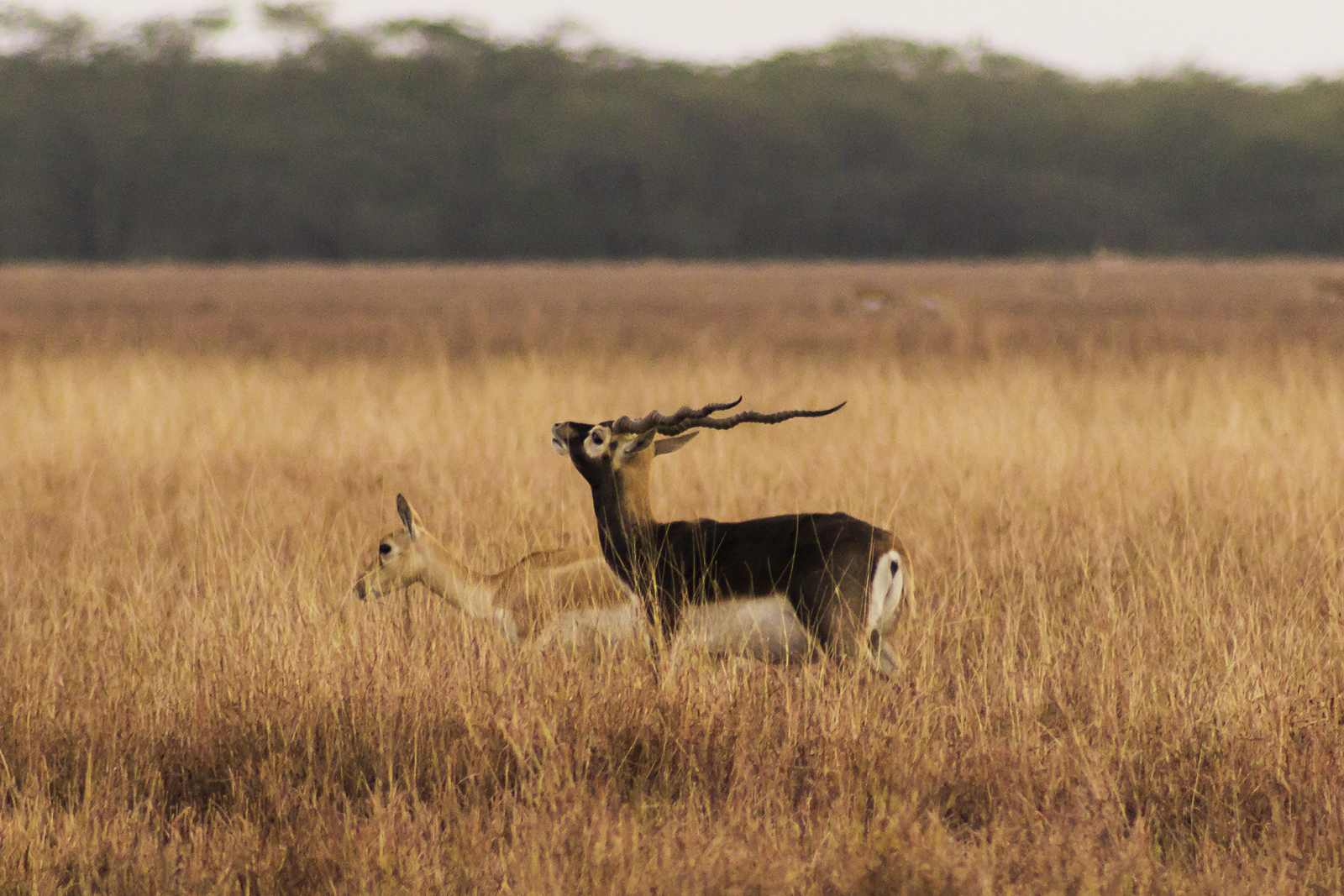
Besoarantiloper
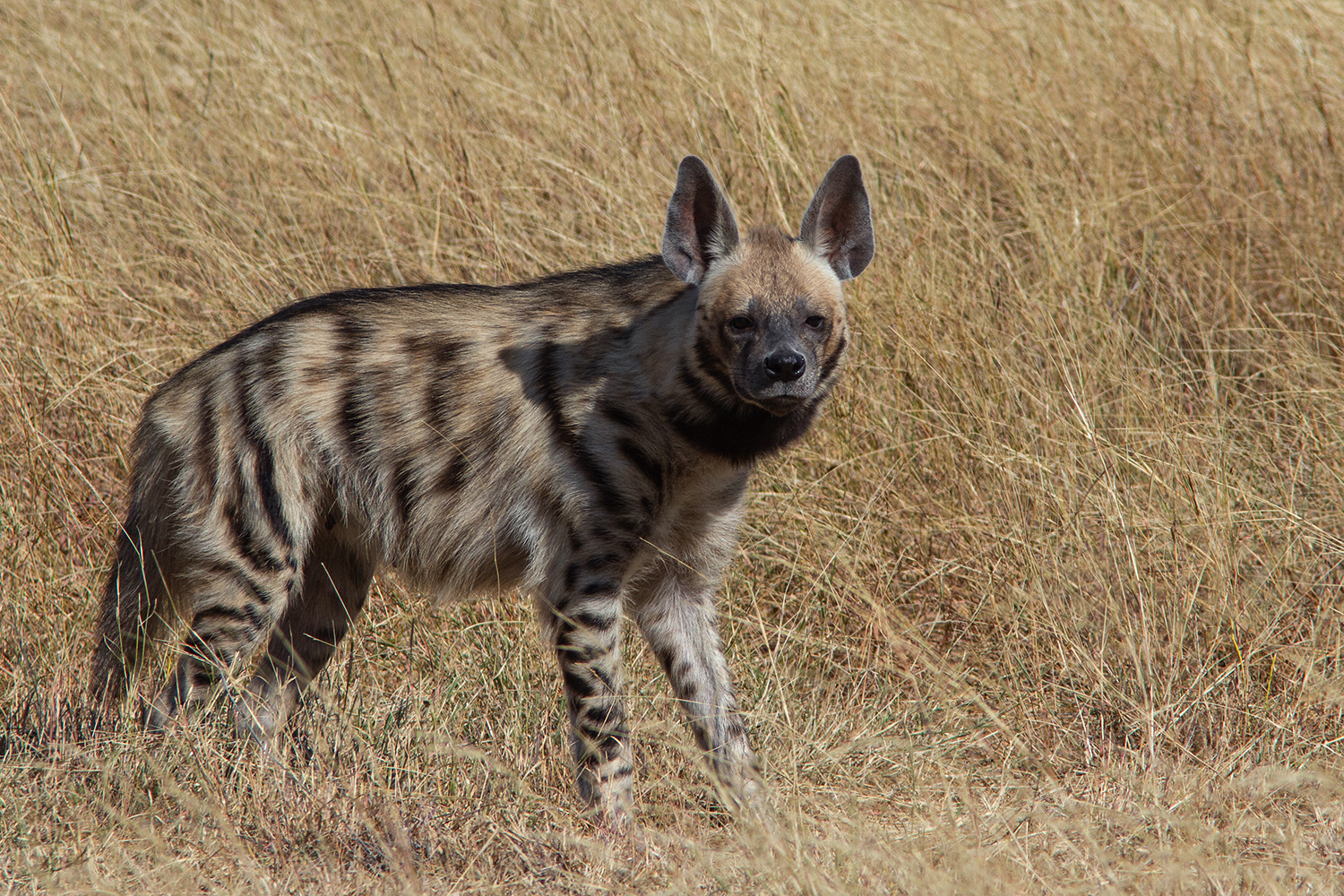
Strimmig hyena i Velavadar nationalpark
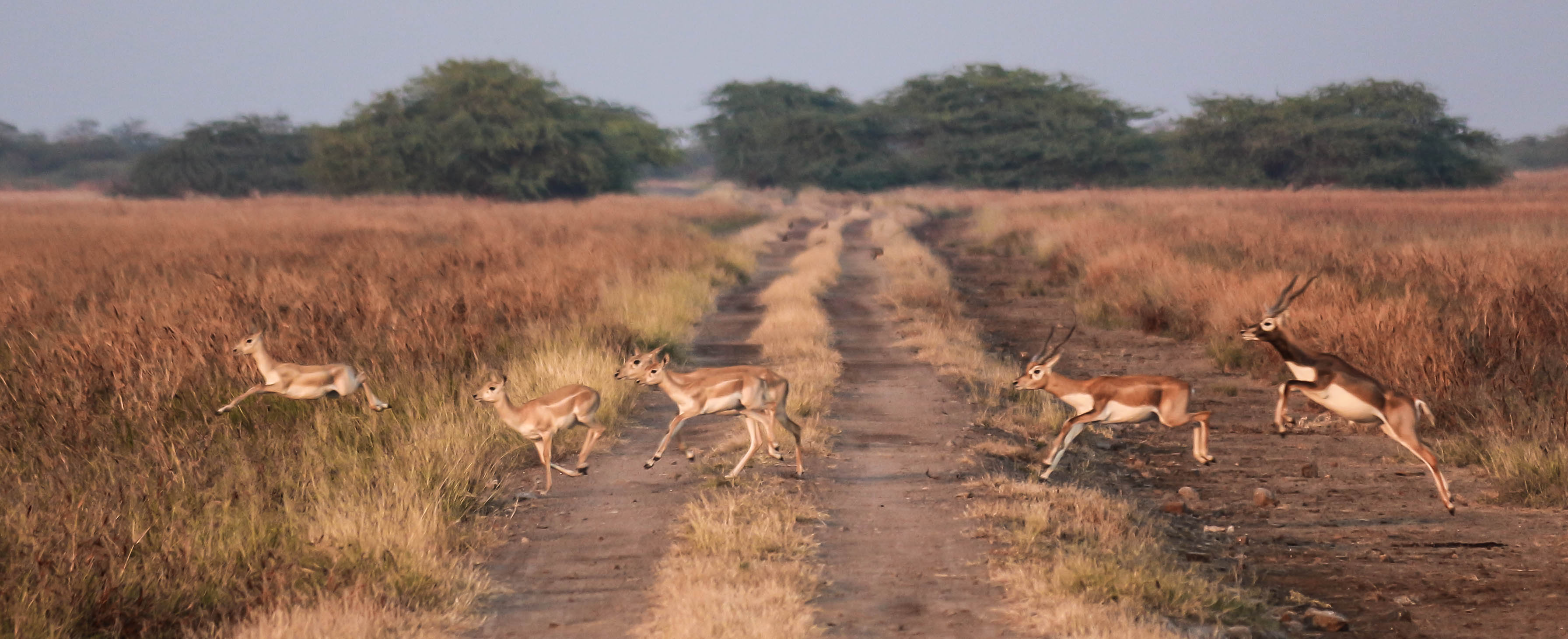
Besoarantiloper som korsar en grusväg
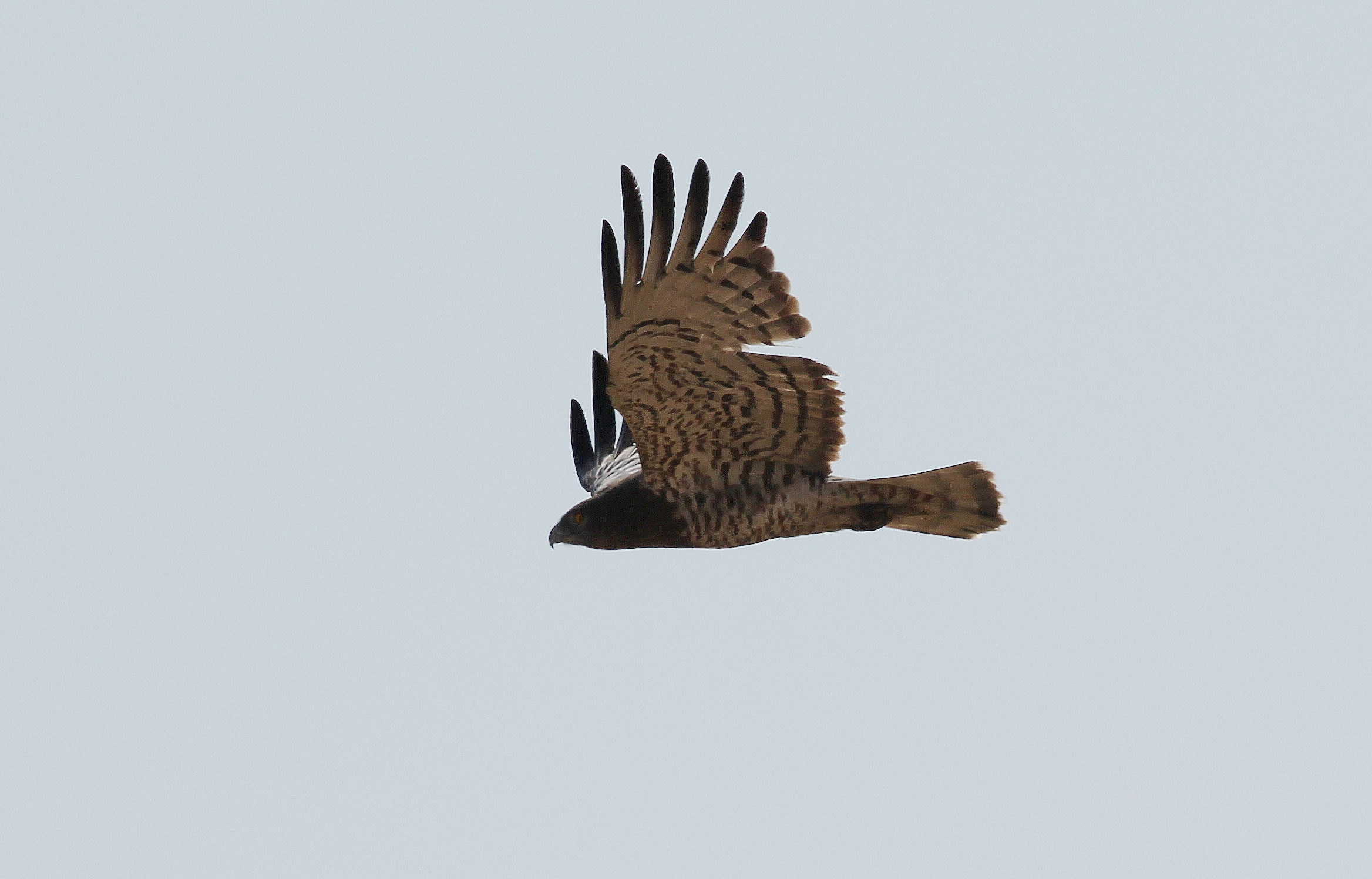
Ormörn
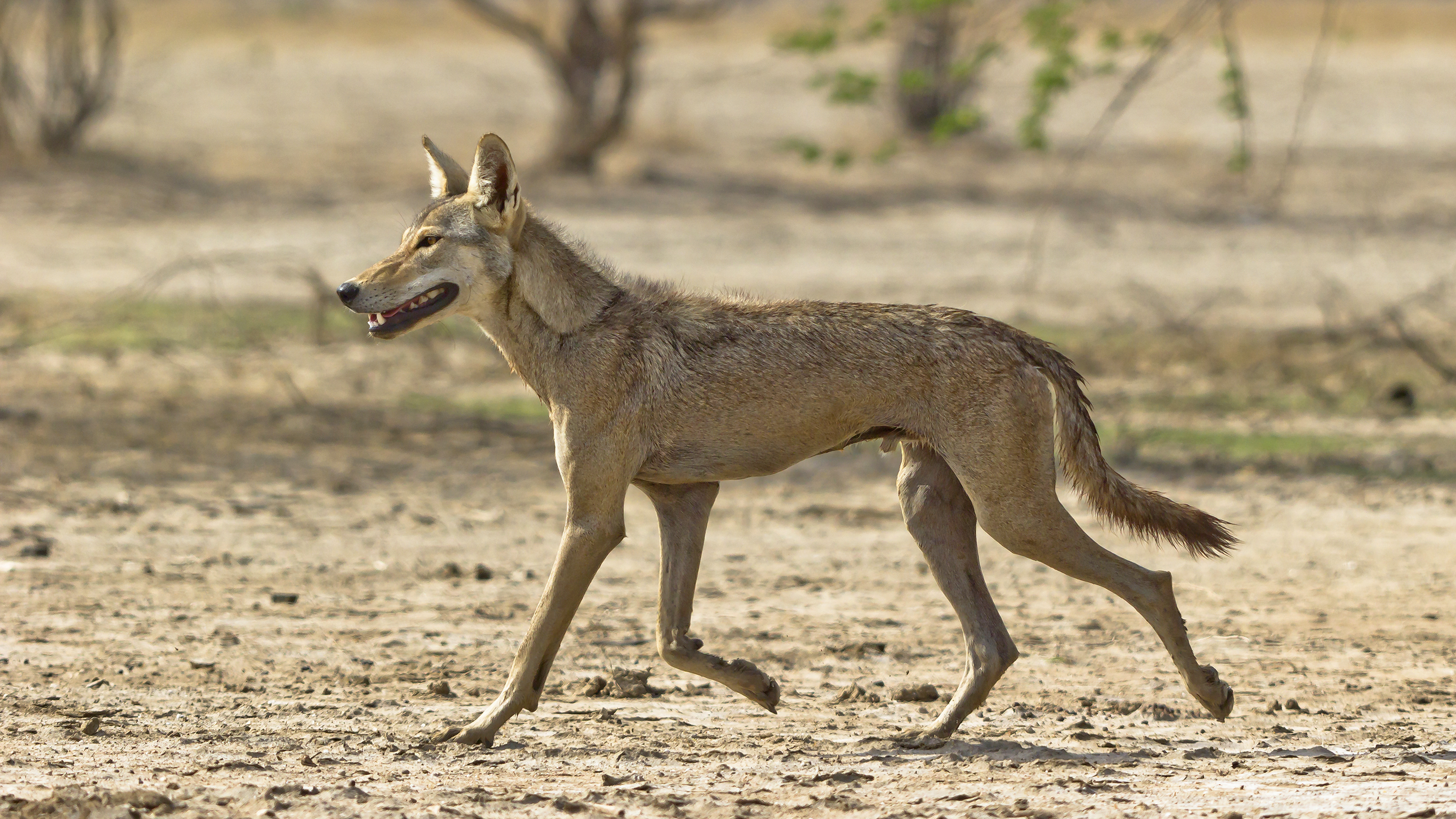
Indisk varg
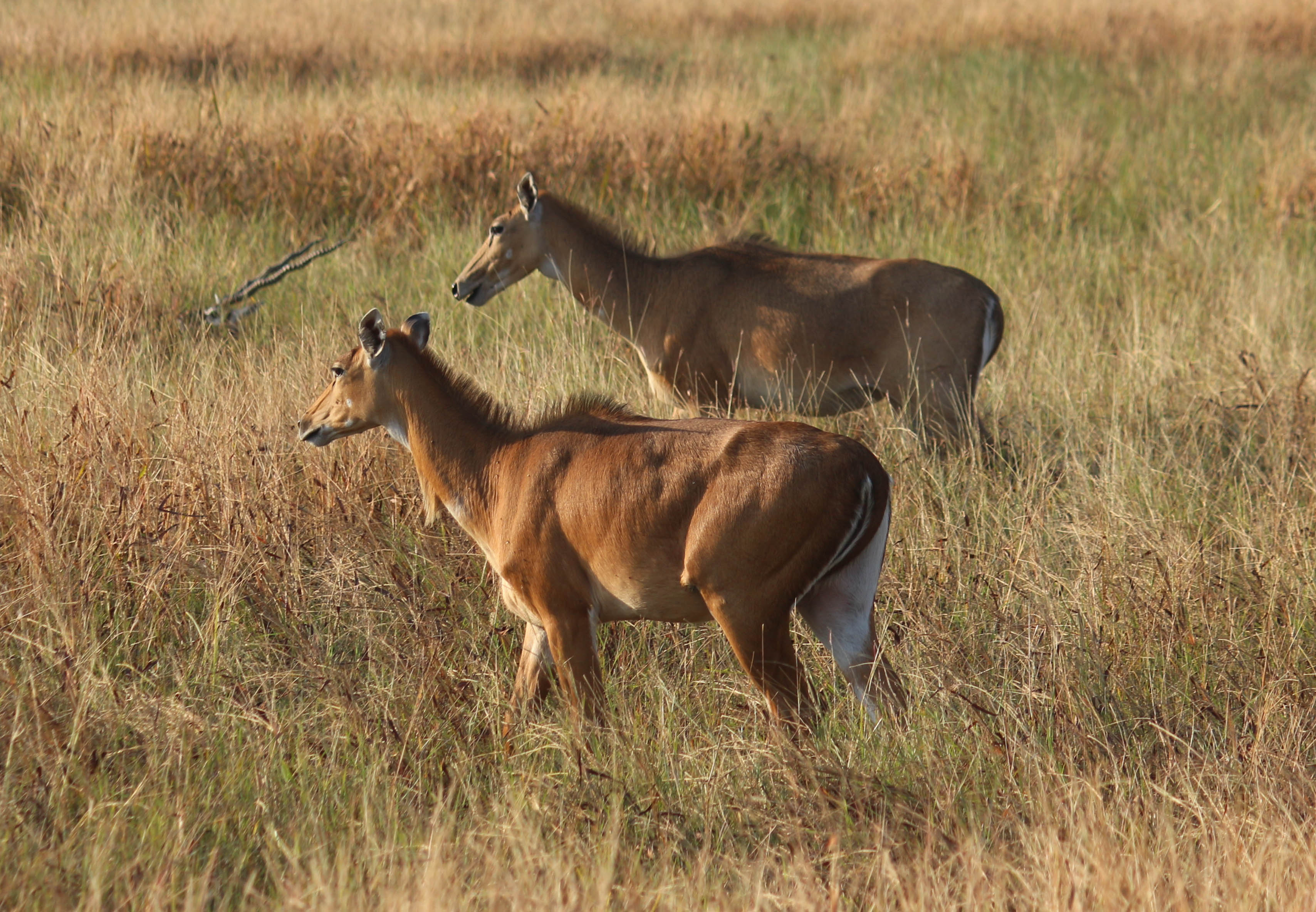
Två nilgauhonor.